# Raphaël Djine
 (avril 2024).
Raphaël Djine est un entrepreneur et coach Américain d'origine camerounaise  

## Biographie

### Enfance, éducation et débuts
Raphaël Djine est né au Cameroun et fait ses études primaires à Bafang. Orphelin très jeune, il émigre aux États-Unis au début de la vingtaine.

### Carrière
Il arrive aux États-Unis dans une délégation de sportifs à Dallas. Il fait la rencontre de dirigeants influents: John C. Maxwell, Bob Proctor, Tony Robbins et Myles Monroe et se lance dans l'entrepreneuriat dans le transport et dans l'immobilier.
Il crée l’iLead Global School of Coaching et du iLead Global Training Center,,,.